# Dennis Novak
Dennis Novak (ur. 28 sierpnia 1993 w Wiener Neustadt) – austriacki tenisista, reprezentant kraju w Pucharze Davisa.

## Kariera tenisowa
Zawodowym tenisistą Novak jest od 2011 roku.
Zwycięzca trzech turniejów rangi ATP Challenger Tour w grze pojedynczej.
Startując w zawodach rangi ATP Tour, osiągnął jeden finał w konkurencji gry podwójnej.
W marcu 2016 zadebiutował w reprezentacji Austrii w Pucharze Davisa.
W rankingu gry pojedynczej Novak najwyżej był na 85. miejscu (2 marca 2020), a w klasyfikacji gry podwójnej na 283. pozycji (12 czerwca 2017).

### Finały w turniejach ATP Tour
| Legenda                                      |
| -------------------------------------------- |
| Wielki Szlem                                 |
| Igrzyska olimpijskie                         |
| Tennis Masters Cup / ATP Finals              |
| ATP Masters Series / ATP Tour Masters 1000   |
| ATP International Series Gold / ATP Tour 500 |
| ATP International Series / ATP Tour 250      |

#### Gra podwójna (0–1)
| Końcowy wynik | Nr | Data          | Turniej   | Nawierzchnia | Partner       | Przeciwnicy                     | Wynik finału   |
| ------------- | -- | ------------- | --------- | ------------ | ------------- | ------------------------------- | -------------- |
| Finalista     | 1. | 24 lipca 2016 | Kitzbühel | Ceglana      | Dominic Thiem | Wesley Koolhof Matwé Middelkoop | 2:6, 6:3, 9–11 |